# Miglészpataka
Miglészpataka (1899-ig Miglész, szlovákul: Gemerský Milhosť) Jolsvatapolca településrésze, korábban önálló falu Szlovákiában, a Besztercebányai kerületben, a Nagyrőcei járásban.

## Fekvése
Nagyrőcétől 16 km-re délkeletre, a Murány-patak bal partján fekszik.

## Története
Miglészpatakát 1258-ban még „Poldla” alakban említik, „Myglezpathuka” alakban 1383-ban találjuk először. A Zay, a Méhy és a Sághy családok birtoka volt. 1427-ben „Myglizpataka” néven szerepel az adóösszeírásban. A 16. század második felétől a murányi váruradalom része. 1555-ben elpusztította a török. Az 1709-ben kitört pestisjárvány olyan pusztítást végzett, hogy csak 3 család maradt a faluban. Később a Koháryak telepítették újra.
A 18. század végén Vályi András így ír róla: „MIGLÉSZ. Tót falu Gömör Várm. földes Ura G. Koháry Uraság, lakosai külömbfélék, fekszik Süverkének szomszédságában, és annak filiája, határja közép termékenységű, legelője, és fája tűzre kevés, vas hámorjai vannak, zsendelyekkel, deszkákkal, és tserép edényekkel is kereskednek.”
1828-ban 43 házában 322 lakos élt. Lakói mezőgazdasággal, fazekassággal foglalkoztak.
A 19. század közepén Fényes Elek eképpen írja le: „Miglesz, tót falu, Gömör és Kis-Honth egyesült vmegyékben, Jolsvához délre egy órányira: 5 kath., 317 evang. lak., kik sok cserépedényt csinálnak. Evang. anyaszentegyház. Határa keletről hegyes, egyébütt róna és termékeny, hanem szűk. F. u. h. Coburg. Ut. p. Rosnyó.”
Borovszky monográfiasorozatának Gömör-Kishont vármegyét tárgyaló része szerint: „Miglész, murányvölgyi tót kisközség, 36 házzal és 196 ágost. ev. vallású lakossal. E község 1427-ben Myglizpataka néven a Bebek család birtoka. Később a Széchi családé lesz, azután a Koháryaké és ezen az úton a Coburg herczegi családé. A lakosok nagy része a fazekas-mesterséget űzi. Az ág. h. ev. templom II. József császár idejében épült. A község postája, távírója és vasúti állomása Jolsva.”
A trianoni diktátumig Gömör-Kishont vármegye Nagyrőcei járásához tartozott. 1938 és 1945 között újra Magyarország része.
Jolsvatapolcát és Miglészpatakát 1964-ben egyesítették.

## Népessége
1910-ben 214-en, többségében szlovákok lakták, jelentős magyar kisebbséggel.

## Neves személyek
- Itt született 1932-ben Garaj Lajos irodalomtörténész, műfordító, egyetemi oktató.

## Nevezetességek
- Evangélikus temploma 1804-ben épült.

## Lásd még
- Jolsvatapolca

## Külső hivatkozások
- Községinfó
- E-obce.sk Archiválva 2008. február 19-i dátummal a Wayback Machine-ben